# Tupolev ANT-14
Tupolev ANT-14 Pravda byl sovětský pětimotorový celokovový dopravní letoun, který poprvé vzlétl 14. srpna 1931. Letoun sloužil nejen k dopravě osob, ale i k propagandistickým účelům, k čemuž měl odpovídající vybavení. Byla plánovaná verze i pro vojenské účely, ovšem tato se nedočkala realizace.

## Technické údaje
- Osádka: 2 – 5
- Počet cestujících: 32
- Rozpětí: 40,4 m
- Délka: 26,5 m
- Výška: 5,4 m
- Nosná plocha: 240,0 m²
- Hmotnost prázdného stroje: 10 650 kg
- Vzletová hmotnost: 17 146 kg
- Pohonné jednotky: 5× PD Gnome Rhone Jupiter
- Maximální rychlost: 236 km/h
- Cestovní rychlost: 195 km/h
- Dostup: 4220 m
- Dolet: 1200 km